# AF Mia
L’AF Mia est un navire mixte appartenant à la compagnie italienne Adria Ferries. Construit en 1997 aux chantiers suédois Shipyard Brucen puis achevé aux chantiers norvégiens Fosen Mekaniske Verksteder, il portait à l'origine le nom d‘Ikarus (en grec : Ίκαρος, Íkaros). Exploité par la compagnie grecque Minoan Lines à partir de décembre 1997 sur les lignes entre la Grèce et l'Italie, il sera renommé Ikarus Palace (en grec : Ίκαρος Παλάς, Íkaros Palás) en 2001. Affrété à partir de 2010 par le groupe Grimaldi, il est affecté sur les lignes entre l'Italie, l'Espagne et le Maroc. Finalement transféré sous les couleurs de Grimaldi Lines en mai 2016, il est rebaptisé Cruise Smeralda et conservé dans un premier temps sur les mêmes lignes avant de voir son exploitation perturbée par la pandémie de Covid-19 en 2020. Employé par la suite sur d'autres liaisons de Grimaldi entre l'Italie continentale, la Sicile, la Tunisie ou encore vers la Grèce, il rejoint en avril 2023 l'Europe du Nord et navigue entre la Suède et l'Allemagne sous affrètement par la compagnie Finnlines, filiale du groupe Grimaldi. Cédé en octobre à Adria Ferries, il est prévu qu'il soit inséré sur le trafic de cette dernière en mer Adriatique à partir du mois de novembre.

## Histoire

### Origines et construction
Depuis le milieu des années 1990, la mer Adriatique est le théâtre d'une rude concurrence que se livrent les compagnies de navigation grecques Minoan Lines et Superfast Ferries. Cette dernière avait bouleversé les lignes maritimes entre la Grèce et l'Italie en 1995 avec deux car-ferries de dernière génération pouvant transporter un nombre important de passagers et de véhicules à des vitesses élevées avoisinant les 27 nœuds.
Afin de se prémunir contre la mise en service des jumeaux Superfast, Minoan Lines avait aussi fait construire un navire neuf de grande capacité, l‘Aretousa, en 1995. Mais malgré des dimensions et des caractéristiques commerciales sensiblement plus élevées que ses concurrents, sa vitesse de 23 nœuds se révèle inférieure. Pour rattraper cela, Minoan Lines envisage alors la construction de deux autres navires capables de rivaliser avec les Superfast sur le plan de la vitesse.
La construction des futures unités, baptisées Ikarus et Pasiphae est confiée aux chantiers suédois Shipyard Brucen, également constructeurs de l‘Aretousa. La conception des nouveaux navires est d'ailleurs directement basée sur celle de leur aîné, ils ont ainsi une apparence très similaire et une organisation presque identique des aménagements intérieurs. Ils sont cependant plus long d'environ 23 mètres mais surtout plus rapides avec des moteurs capables d'atteindre des vitesses de plus de 27 nœuds. 
Construit à Landskrona, l‘Ikarus est lancé le 5 mai 1997 puis remorqué aux chantiers Fosen Mekaniske Verksted à Rissa en Norvège où s'effectuent les finitions. Le navire est livré le 5 décembre à Minoan Lines.

### Service

#### Minoan Lines (1997-2016)
L‘Ikarus est mis en service le 21 décembre 1997 entre la Grèce et l'Italie sur la ligne Patras - Igoumenítsa - Ancône. Il est rejoint par son sister-ship le Pasiphae en juillet 1998.

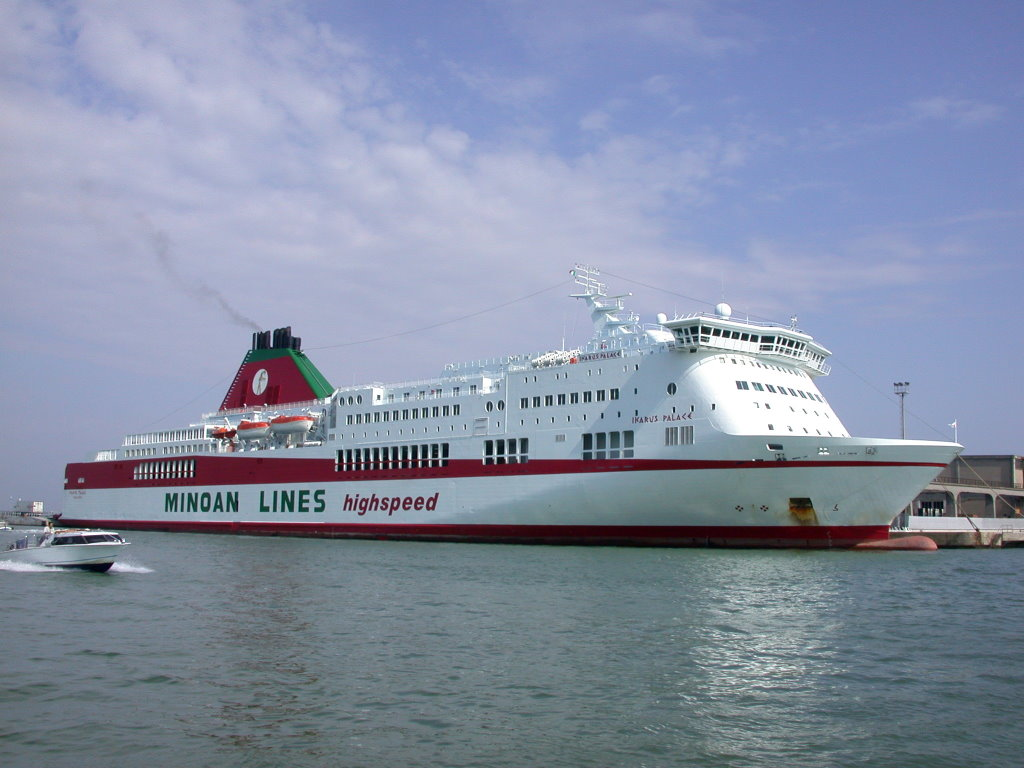
L‘Ikarus Palace en 2005.

En octobre 2001, le navire est placé sur la ligne Patras - Igoumenítsa - Corfou - Venise à la suite de l'arrivée de l‘Oceanus sur la ligne d'Ancône. En décembre, le navire est rebaptisé Ikarus Palace.
Le 6 février 2008, l‘Ikarus Palace participe aux opérations de sauvetage du roulier turc UND Adriyatik, en proie à un incendie au large de la Croatie. Le navire recueille à son bord les six passagers ainsi que les 22 membres d'équipage. 
À compter du mois de juillet 2010, le navire est affrété par Grimaldi Lines, société mère de Minoan Lines, afin de desservir les lignes de l'armateur italien entre l'Italie, la Sicile et la Tunisie durant l'été. À l'issue de la saison, il est affecté entre l'Italie, l'Espagne et le Maroc. 
Entre décembre 2012 et janvier 2013, il effectue pour le compte de Minoan Lines des traversées en mer Égée entre Le Pirée et la Crète avant de retourner sur les lignes de Grimaldi. Après six ans d'affrètement sous pavillon grec, la compagnie italienne décide finalement en mai 2016 de transférer le navire sous ses couleurs.

#### Grimaldi Lines (2016-2023)
Transféré au sein de la flotte de Grimaldi Lines, le navire est renommé Cruise Smeralda. Après avoir été mis aux couleurs de son nouveau propriétaire, il retourne desservir les lignes entre l'Italie, l'Espagne et le Maroc.
Dans la matinée du 29 juillet 2017, le navire entre en collision avec un pylône dans le port de Livourne à la suite d'une perte de contrôle lors de sa manœuvre d'accostage. Les dégâts sont peu nombreux mais conduisent à l'annulation de son voyage vers Olbia en Sardaigne.
Au cours de l'année 2020, en raison des restrictions sanitaires provoquées par la pandémie de Covid-19, Grimaldi Lines décide de suspendre la liaison entre Savone, Barcelone et Tanger. Le Cruise Smeralda est alors transféré sur les liaisons régulières entre Livourne et Palerme, permettant à la compagnie de proposer un départ quotidien sur cette ligne,. Également exploité sur cet axe au cours de l'année 2021, il bascule cependant sur les liaisons vers Sicile et la Tunisie depuis Salerne et Civitavecchia à partir du 22 septembre en remplacement du cargo Catania, transféré sur la desserte subventionnées de la Sardaigne entre Civitavecchia, Arbatax et Cagliari,. 
Après un bref retour sur les liaisons reliant l'Italie et la Grèce entre Brindisi, Igoumenitsa et Patras de février à mars 2023, le Cruise Smeralda est affrété par la compagnie finlandaise Finnlines, filiale du groupe Grimaldi, afin d'être exploité entre la Suède et l'Allemagne,. À cet effet, le navire quitte Patras le 30 mars et prend le lendemain la direction de la Suède après avoir embarqué des véhicules à Gioia Tauro qui seront débarqués aux Pays-Bas à l'occasion d'une escale à Flessingue le 11 avril. Arrivé à Malmö deux jours plus tard, il commence ses rotations vers Travemünde le 23 avril. Le navire assure ce service jusqu'au 7 septembre, puis regagne l'Italie. Le 2 octobre, Grimaldi Lines annonce sa vente à la compagnie italienne Adria Ferries.

## Aménagements
Le Cruise Smeralda possède 10 ponts. Si le navire s'étend en réalité sur 12 ponts, deux d'entre eux sont inexistants au niveau des garages pour permettre au navire de transporter du fret. Les locaux des passagers se situent sur les ponts 6, 7 et 8 tandis que ceux de l'équipages occupent le pont 9. Les ponts 3 et 4 abritent quant à eux les garages.

### Locaux communs
Conçu pour de longues traversées, le Cruise Smeralda possède de confortables installations parmi lesquelles se trouvent, majoritairement sur le pont 7, un bar-salon situé au milieu du côté bâbord, un restaurant situé à l'avant bâbord, un self-service à l'avant tribord, un espace de restauration rapide à la poupe, un bar-piscine à proximité, une galerie marchande ainsi qu'une discothèque sur le pont 8.
Actuellement la galerie marchande, le casino et la piscine ne sont plus en exploitation. 

### Cabines
Le Cruise Smeralda dispose de 212 cabines privatives situées majoritairement sur le pont 6 vers l'avant du navire, cependant, certaines sont situées sur le pont 8. Internes ou externes, elles peuvent loger jusqu'à quatre personnes et sont toutes pourvues de sanitaires privés avec douche, WC et lavabo. Douze d'entre elles sont des suites situées au pont 8. Quelques cabines standards sont aménagées pour accueillir des animaux de compagnie. Un salon fauteuils est aussi situé au pont 6 arrière.

## Caractéristiques
Le Cruise Smeralda mesure 200,65 mètres de long pour 25,80 mètres de large, son tirant d'eau est de 6,60 mètres et sa jauge brute est de 30 010 tonneaux. Le navire peut embarquer 1 500 passagers et possède un garage de 2 200 mètres linéaires de roll pouvant également contenir 600 véhicules et accessible par deux portes-rampes arrières de 8,48 mètres de large à bâbord et 11,96 à tribord pour une hauteur de 4,85 mètres. Le navire possédait à l'origine une porte-rampe avant qui a été soudée au début des années 2000. Il est entièrement climatisé. Il possède quatre moteurs B&W MAN 8 L 58/64 développant une capacité de 44 480 kW entraînant 2 hélices à pas variable faisant filer le bâtiment à plus de 27 nœuds. Le navire est aussi doté de deux propulseurs d’étrave Pleuger de 1 200 kW chacun et un stabilisateur anti-roulis à deux ailerons rétractables. Le navire est pourvu de deux embarcations de sauvetages fermées de grande taille, complétées par deux embarcations de taille moyenne, une embarcation semi-rigide ainsi que de nombreux radeaux de sauvetage. 

## Lignes desservies
Pour le compte de Minoan Lines, le navire effectuait les lignes entre la Grèce et l'Italie sur la route Patras - Igoumenítsa - Ancône de 1997 à 2001, puis sur Patras - Igoumenítsa - Corfou - Venise à partir de 2001.
À partir de juillet 2010, l‘Ikarus Palace est affecté aux lignes de Grimaldi Lines depuis l'Italie continentale vers la Sicile et la Tunisie et navigue entre Civitavecchia, Palerme et Tunis.
À partir de la fin de l'année 2010, le navire relie toute l'année l'Italie, l'Espagne et le Maroc sur la ligne Savone - Barcelone - Tanger. Depuis son transfert dans la flotte de Grimaldi Lines en 2016, il navigue parfois sur les autres lignes de la compagnie en basse saison, notamment vers la Sardaigne sur la ligne Livourne - Olbia. En 2020, en raison de la suspension de la ligne Savone - Barcelone - Tanger, le Cruise Smeralda est affecté à la desserte de la Sicile entre Livourne et Palerme. À partir de 2021, le Cruise Smeralda est positionné entre l'Italie et la Tunisie sur les lignes Civitavecchia - Palerme - Tunis.